# Old and Wise
Old and Wise is een single van The Alan Parsons Project uit december 1982.

## The Alan Parsons Project
Old and Wise verscheen in december 1982 en beklom op de publieke popzender Hilversum 3 vanaf half december van dat jaar in Nederland de Nederlandse Top 40, Nationale Hitparade en de TROS Top 50 in de single uitvoering van The Alan Parsons Project. Het nummer vormde het slot van de elpee Eye in the Sky eveneens uit 1982.
Het nummer is een gelaten lied waarin de schrijver Eric Woolfson (die in 2009 op 64-jarige leeftijd overleed), verzucht dat hij alles zal begrijpen als hij oud en wijs is. Hij zal dan ook niet meer zo geraakt worden door de ellende om hem heen. De gelatenheid wordt direct tot uitdrukking gebracht door het begin, waarin de (alt)hobo het solo-instrument is. Voeg daarbij de hese stem van Colin Blunstone en het langzame tempo en de stemming is gezet. Parsons en Woolfson, die het lied componeerden, bedachten een outro in de vorm van een break in het slagwerk en vervolgens een solo voor saxofoon, die een van de bekendste uit de geschiedenis van de popmuziek werd.
De samenstelling van de band ten tijde van de opname in de Abbey Road Studio bestond uit louter bekende namen. The Alan Parsons Project toerde toen nog niet.
- Colin Blunstone – zang (voorheen The Zombies)
- Ian Bairnson – gitaar (voorheen Pilot)
- David Paton – basgitaar (ook Pilot, later Camel)
- Stuart Tosh – slagwerk, (ook Pilot, Camel en 10cc)
- Mel "One take" Collins – saxofoon (speelde in haast iedere band die een saxofoon nodig had, maar voornamelijk King Crimson en Camel)
- Parsons en Woolfson - toetsinstrumenten
- Andrew Powell - orkestleider

In Nederland werd de plaat regelmatig gedraaid op Hilversum 3 en werd een bescheiden hit. De plaat bereikte de 19e positie in zowel de Nederlandse Top 40 als de Nationale Hitparade en de 17e positie in de TROS Top 50. In België werd de 21e positie in de Vlaamse Radio 2 Top 30 bereikt. Vanwege die relatieve noteringen destijds is opmerkelijk dat de plaat regelmatig opduikt in de top 100 van de jaarlijkse Top 2000 van NPO Radio 2. Parsons gaf in 2019 aan enigszins verbaasd te zijn over het succes van Old and Wise in Nederland. Toen hij met een band de wereld rondtrok speelde hij het nauwelijks, maar wel in Nederland. Het nummer kwam volgens hem ook niet echt tot leven in de studio, totdat Colin Blunstone het begon in te zingen. Naar eigen zeggen komen er veel royalty's van dit nummer binnen vanwege het afspelen tijdens begrafenissen en crematies.

## Hitnoteringen

### Nederlandse Top 40
| Hitnotering: 18-12-1982 t/m 29-01-1983 | Hitnotering: 18-12-1982 t/m 29-01-1983 | Hitnotering: 18-12-1982 t/m 29-01-1983 | Hitnotering: 18-12-1982 t/m 29-01-1983 | Hitnotering: 18-12-1982 t/m 29-01-1983 | Hitnotering: 18-12-1982 t/m 29-01-1983 | Hitnotering: 18-12-1982 t/m 29-01-1983 | Hitnotering: 18-12-1982 t/m 29-01-1983 |
| Week:                                  | 1                                      | 2                                      | 3                                      | 4                                      | 5                                      | 6                                      |                                        |
| -------------------------------------- | -------------------------------------- | -------------------------------------- | -------------------------------------- | -------------------------------------- | -------------------------------------- | -------------------------------------- | -------------------------------------- |
| Positie:                               | 34                                     | 21                                     | 19                                     | 20                                     | 29                                     | 39                                     | uit                                    |

### Nationale Hitparade
| Hitnotering: 18-12-1982 t/m 05-02-1983 | Hitnotering: 18-12-1982 t/m 05-02-1983 | Hitnotering: 18-12-1982 t/m 05-02-1983 | Hitnotering: 18-12-1982 t/m 05-02-1983 | Hitnotering: 18-12-1982 t/m 05-02-1983 | Hitnotering: 18-12-1982 t/m 05-02-1983 | Hitnotering: 18-12-1982 t/m 05-02-1983 | Hitnotering: 18-12-1982 t/m 05-02-1983 | Hitnotering: 18-12-1982 t/m 05-02-1983 | Hitnotering: 18-12-1982 t/m 05-02-1983 |
| Week:                                  | 1                                      | 2                                      | 3                                      | 4                                      | 5                                      | 6                                      | 7                                      | 8                                      |                                        |
| -------------------------------------- | -------------------------------------- | -------------------------------------- | -------------------------------------- | -------------------------------------- | -------------------------------------- | -------------------------------------- | -------------------------------------- | -------------------------------------- | -------------------------------------- |
| Positie:                               | 43                                     | 36                                     | 19                                     | 26                                     | 24                                     | 27                                     | 34                                     | 42                                     | uit                                    |

### TROS Top 50
Hitnotering: 16-12-1982 t/m 03-02-1983. Hoogste notering: #17 (1 week). 

### Evergreen Top 1000
| Evergreen Top 1000 "Old And Wise" | Evergreen Top 1000 "Old And Wise" | Evergreen Top 1000 "Old And Wise" | Evergreen Top 1000 "Old And Wise" | Evergreen Top 1000 "Old And Wise" | Evergreen Top 1000 "Old And Wise" | Evergreen Top 1000 "Old And Wise" | Evergreen Top 1000 "Old And Wise" | Evergreen Top 1000 "Old And Wise" | Evergreen Top 1000 "Old And Wise" | Evergreen Top 1000 "Old And Wise" | Evergreen Top 1000 "Old And Wise" | Evergreen Top 1000 "Old And Wise" | Evergreen Top 1000 "Old And Wise" | Evergreen Top 1000 "Old And Wise" | Evergreen Top 1000 "Old And Wise" | Evergreen Top 1000 "Old And Wise" |
| Jaar                              | 2008                              | 2009                              | 2010                              | 2011                              | 2012                              | 2013                              | 2014                              | 2015                              | 2016                              | 2017                              | 2018                              | 2019                              | 2020                              | 2021                              | 2022                              | 2023                              |
| --------------------------------- | --------------------------------- | --------------------------------- | --------------------------------- | --------------------------------- | --------------------------------- | --------------------------------- | --------------------------------- | --------------------------------- | --------------------------------- | --------------------------------- | --------------------------------- | --------------------------------- | --------------------------------- | --------------------------------- | --------------------------------- | --------------------------------- |
| Positie                           | -                                 | -                                 | -                                 | -                                 | -                                 | -                                 | -                                 | 99                                | 67                                | 23                                | 26                                | 29                                | 37                                | 51                                | 45                                | 39                                |

### NPO Radio 2 Top 2000
| Nummer met noteringen in de NPO Radio 2 Top 2000 | '99 | '00 | '01 | '02 | '03 | '04 | '05 | '06 | '07 | '08 | '09 | '10 | '11 | '12 | '13 | '14 | '15 | '16 | '17 | '18 | '19 | '20 | '21 | '22 | '23 | '24 |
| ------------------------------------------------ | --- | --- | --- | --- | --- | --- | --- | --- | --- | --- | --- | --- | --- | --- | --- | --- | --- | --- | --- | --- | --- | --- | --- | --- | --- | --- |
| Old and Wise                                     | 24  | 28  | 13  | 8   | 9   | 11  | 9   | 11  | 9   | 8   | 18  | 10  | 20  | 21  | 31  | 28  | 37  | 37  | 35  | 65  | 76  | 84  | 80  | 87  | 85  | 76  |

1. ↑  Een vetgedrukt getal geeft de hoogste notering aan.

## Niels Geusebroek
In de vijfde liveshow van tweede seizoen van The voice of Holland zong Niels Geusebroek op 6 januari 2012 het nummer Old & Wise. Na de uitzending was het nummer meteen verkrijgbaar als muziekdownload. Hierdoor kwam de single een week later op nummer 13 binnen in de Nederlandse B2B Single Top 100.

### B2B Single Top 100
| Hitnotering: 14-01-2012 t/m 28-01-2012 | Hitnotering: 14-01-2012 t/m 28-01-2012 | Hitnotering: 14-01-2012 t/m 28-01-2012 | Hitnotering: 14-01-2012 t/m 28-01-2012 | Hitnotering: 14-01-2012 t/m 28-01-2012 |
| Week:                                  | 1                                      | 2                                      | 3                                      |                                        |
| -------------------------------------- | -------------------------------------- | -------------------------------------- | -------------------------------------- | -------------------------------------- |
| Positie:                               | 13                                     | 24                                     | 66                                     | uit                                    |

## Dana Winner
Op het album "unforgettable" heeft de Belgische zangeres Dana Winner een cover opgenomen van "Old and Wise".